# جانلوکا بوزیو
جانلوکا بوزیو (انگلیسی: Gianluca Busio؛ زادهٔ ۲۸ مهٔ ۲۰۰۲) بازیکن فوتبال اهل ایالات متحده آمریکا است که در پست مهاجم برای باشگاه فوتبال اسپورتینگ کانزاس‌سیتی در لیگ برتر فوتبال ایالات متحده آمریکا بازی می‌کند.